# 宇陀松山城
宇陀松山城（うだまつやまじょう）は、大和国宇陀郡（現在の奈良県宇陀市）にあった日本の城。平成18年（2006年）に国の史跡に指定されている。旧名は阿紀山城/秋山城（あきやまじょう）や神楽岡の城（かぐらおかのしろ）ともいった。
城下町は重要伝統的建造物群保存地区に商家町として選定されており、現在も優美な町並みを残している。松山 (宇陀市)参照。※記事名は曖昧さ回避の都合で「宇陀松山城」としてあるが、正式には「松山城」のみ。

## 歴史・沿革
宇陀松山城は宇陀郡を領分する有力国人宇陀三将（秋山氏、芳野氏、沢氏）の一人、秋山氏が居城として古城山に山城を築いたのに始まる。築城時期についてはわかっていないが、南北朝時代には構えられていたと思われる。また、城名は秋山氏が居城としていた頃は松山城とは呼ばれず、秋山城と呼ばれていた。
天正13年（1585年）、豊臣秀長の大和郡山入部に伴い秋山氏は宇陀から退去した。以後、伊藤義之、加藤光泰、羽田正親、多賀秀種らの居城となり、改修が行われ近世城郭へと移行した。この間の大規模な改修により、宇陀松山城が大和郡山城や高取城とともに大和国支配の要として豊臣政権に認識されていたことが窺える。
慶長5年（1600年）の関ヶ原の戦いにおいて多賀秀種は西軍に属したため改易され、福島正則の弟福島高晴が入城した。
高晴は、豊臣政権下の大名の改修に加えてさらに大規模な改修を行った。近年の発掘調査により、本丸御殿をはじめとした礎石建物や大規模な石垣、瓦・陶磁器類などが出土し、当時の大改修の様子が明らかになってきている。時期には諸説あるが、高晴が改修を機に城名を松山城と改名した。
元和元年（1615年）、大坂夏の陣において豊臣方に内通したとして、高晴は改易され城も小堀遠州らによって破却され廃城となった。破却の際の小堀遠州の書状が現存しており、城割（城を壊すこと）の内容が把握できる貴重な事例として注目される。
2017年（平成29年）4月6日、続日本100名城（166番）に選定された。

## ギャラリー

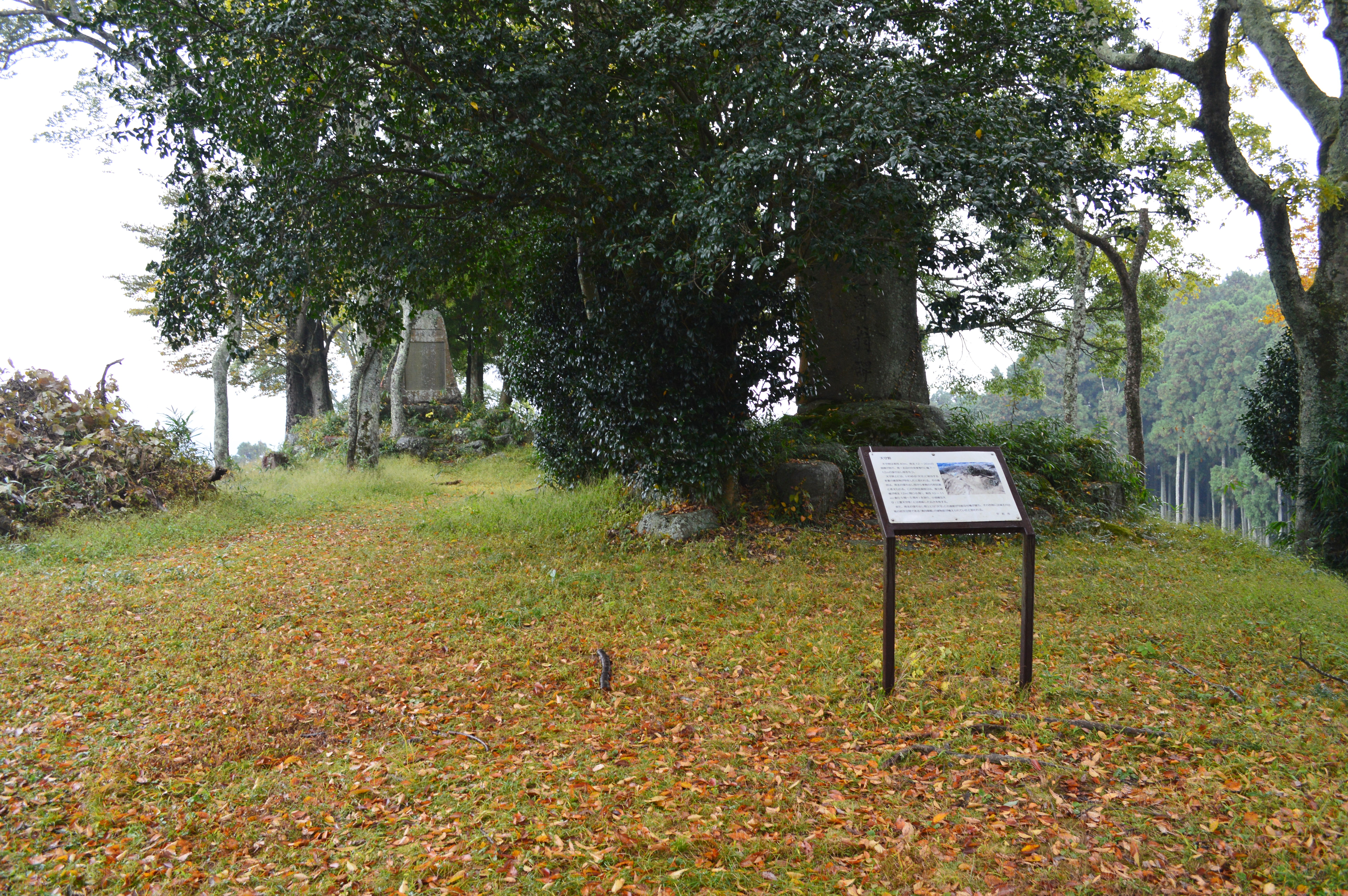
天守郭
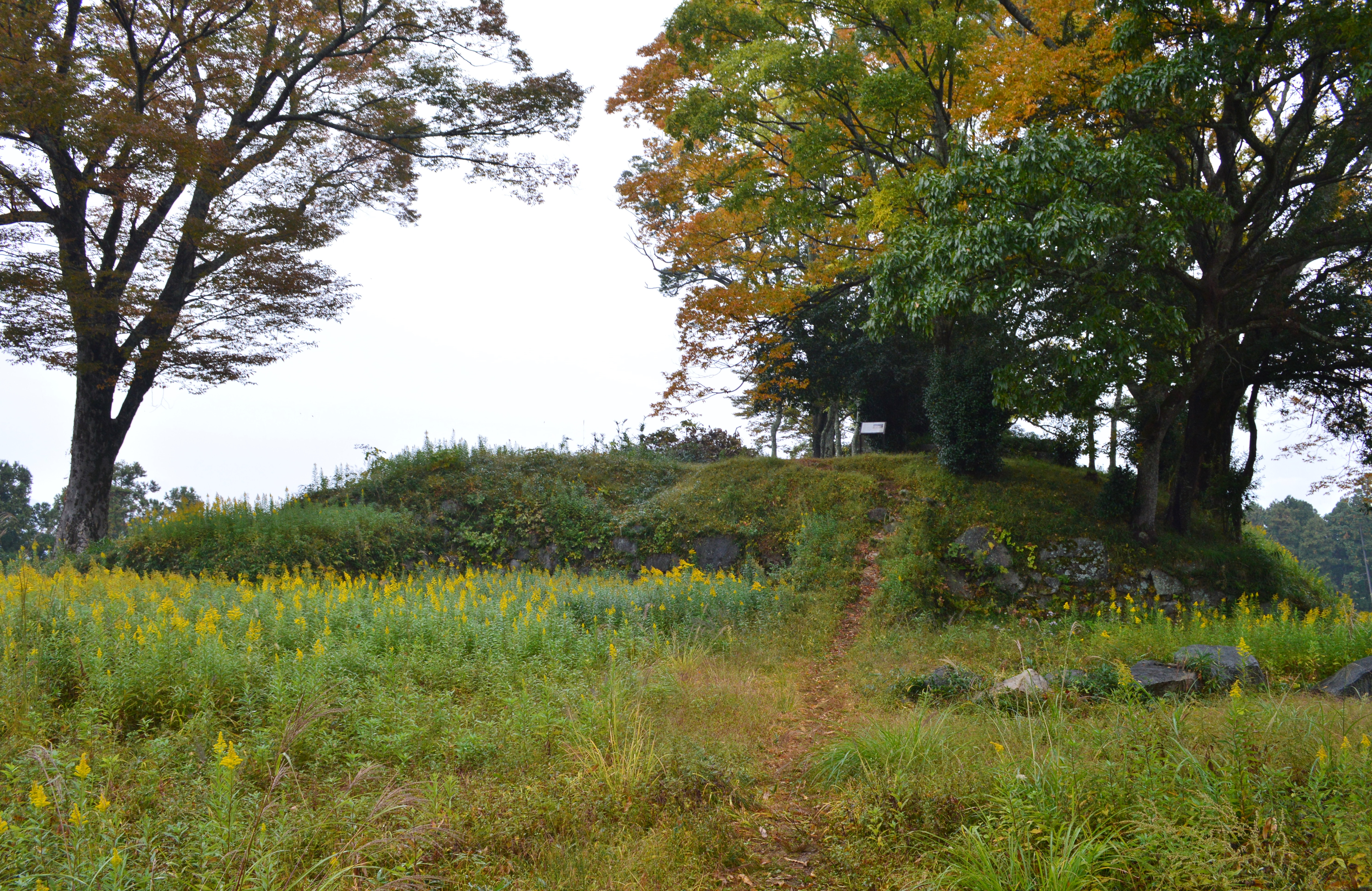
天守郭（本丸より）
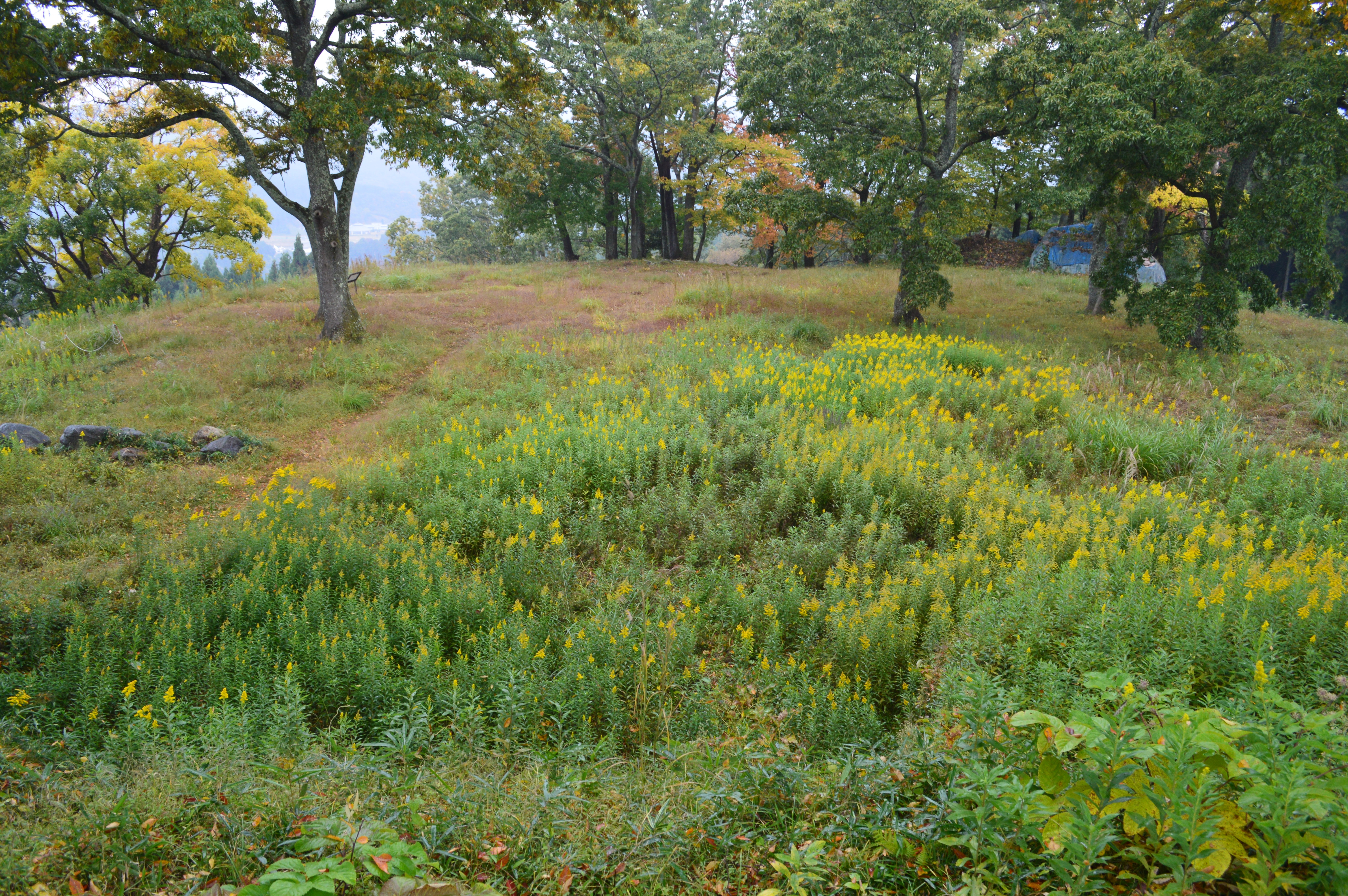
本丸（天守郭より）
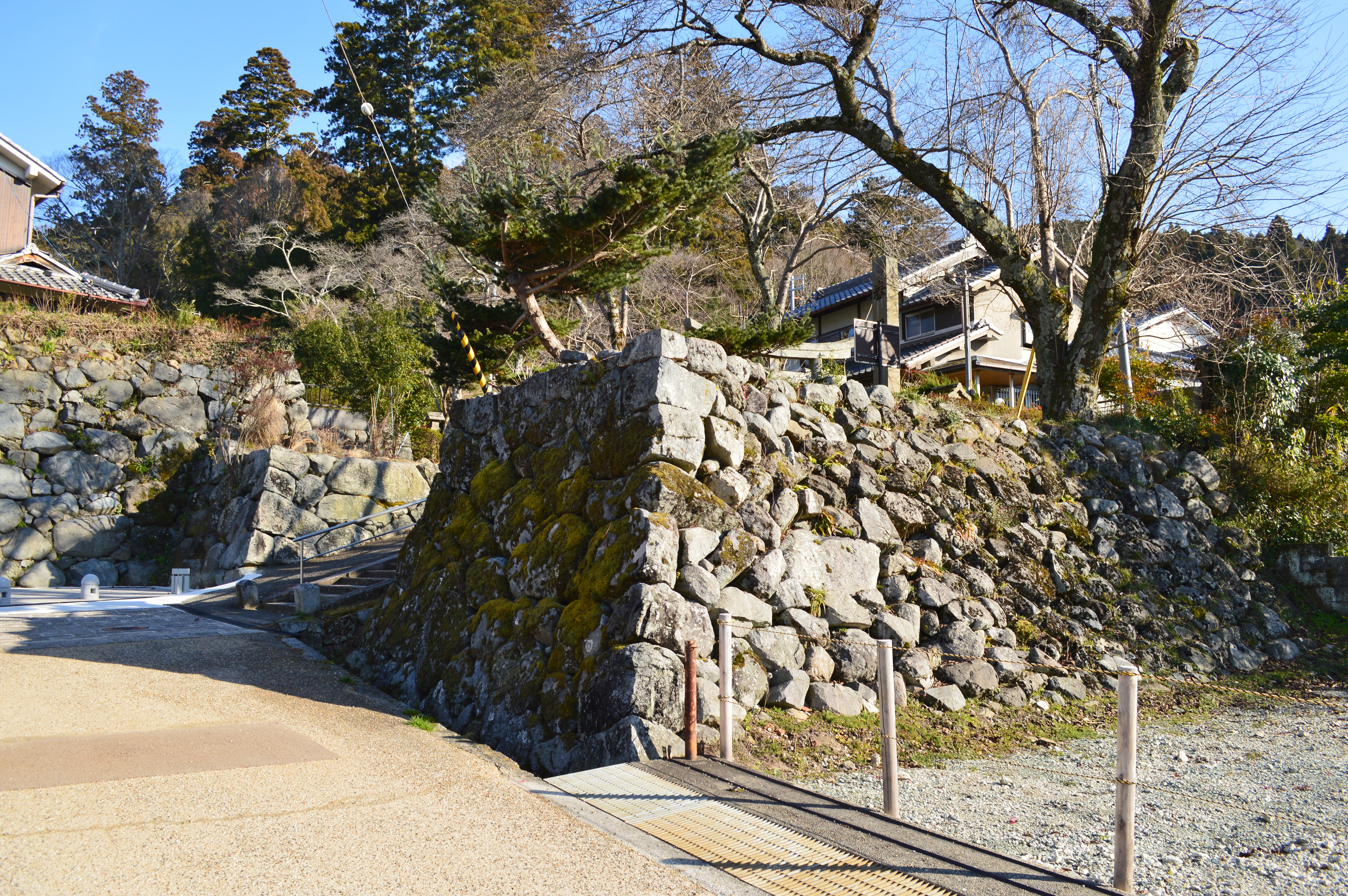
春日門跡